# Le Roman d'Al Jolson
Pour plus de détails, voir Fiche technique et Distribution.
Le Roman d'Al Jolson (The Jolson Story) est un film américain réalisé par Alfred E. Green, sorti en 1946.

## Synopsis
Biographie d'Al Jolson, premier acteur à jouer dans un film parlant : Le Chanteur de jazz.

## Fiche technique
- Titre : Le Roman d'Al Jolson
- Titre original : The Jolson Story
- Réalisation : Alfred E. Green
- Scénario : Harry Chandlee, Andrew Solt et Stephen Longstreet
- Production : Sidney Skolsky
- Société de production : Columbia Pictures
- Photographie : Joseph Walker
- Musique : Marlin Skiles
- Montage : William A. Lyon
- Pays de production : États-Unis
- Format : Couleurs - 1,37:1 - Mono
- Genre : Biopic, drame et film musical
- Durée : 128 minutes
- Date de sortie : 1946
- Affiche : Claire Finel (France)

## Distribution
- Larry Parks : Al Jolson
- Evelyn Keyes : Julie Benson
- William Demarest : Steve Martin
- Bill Goodwin : Tom Baron
- John Alexander : Lew Dockstader
- Ernest Cossart : Père McGee
- Ludwig Donath : Cantor Yoelson (père d'Al)
- Tamara Shayne : Mme Yoelson (mère d'Al)
- Will Wright

Acteurs non crédités
- Lilian Bond : Une femme
- Doris Lloyd : Alice, la servante
- Harry Shannon : Reilly, le policier
- Emmett Vogan : Jonsey

## Chansons
- Anniversary Song

etc.

## Distinctions
Le film a été présenté en sélection officielle en compétition au Festival de Cannes 1947.